# Chécy
Chécy ist eine französische Gemeinde mit 8.948 Einwohnern (Stand 1. Januar 2022) im Département Loiret in der Region Centre-Val de Loire. Die Stadt liegt am Canal d’Orléans, der in der benachbarten Gemeinde Combleux von der Loire ins Landesinnere abzweigt. Der Zufluss Bionne zum Canal d’Orléans verläuft an der nordwestlichen Gemeindegrenze.
Chécy pflegt seit 1994 mit der baden-württembergischen Gemeinde Ilvesheim eine Partnerschaft.

## Bevölkerungsentwicklung
| Jahr                       | 1962 | 1968 | 1975 | 1982 | 1990 | 1999 | 2008 | 2018 |
| Einwohner                  | 2010 | 2283 | 3986 | 6299 | 7177 | 7221 | 8044 | 8636 |
| Quellen: Cassini und INSEE |      |      |      |      |      |      |      |      |